# Nowhere Generation
| Recensione    | Giudizio |
| ------------- | -------- |
| Wall of sound | [ 2 ]    |
| Kerrang!      | [ 3 ]    |
| Allmusic      | [ 4 ]    |

Nowhere Generation è il nono album in studio del gruppo musicale statunitense Rise Against, pubblicato il 4 giugno 2021 dalla Loma Vista Recordings.
A partire dal 23 febbraio 2021, sui canali social e sito web, vengono pubblicati una serie di brevi video con varie immagini che preannunciano l'uscita dell'album. Annunciato ufficialmente il 18 marzo 2021 con la pubblicazione del primo singolo e title track Nowhere Generation che viene accompagnata da un video di spiegazione narrato dal cantante Tim McIlrath. Il primo singolo è pubblicato in formato vinile e contiene anche la versione acustica della canzone, Nowhere Generation - Ghost Note Symphonies, la quale viene pubblicata il 23 aprile.
Il 6 maggio viene pubblicato il secondo singolo estratto dall'album, The Numbers il cui videoclip è realizzato in collaborazione con il gruppo di artisti attivisti Indecline. Il 1º giugno viene pubblicato il terzo singolo, Talking to Ourselves. 
Il 22 luglio 2021, viene pubblicato il video di Nowhere Generation - Ghost Note Symphonies con la partecipazione della cantautrice e musicista americana Janice Sue Meghan Myers nota come Meg Myers. 

## Descrizione
I testi dell'album trattano gli stereotipi associati alla generazione Y (millennial) e generazione Z e del sogno americano, con una critica alla sua realizzabilità considerando l''erosione della classe media alimentata dalla disuguaglianza di reddito.
La prima traccia dell'album, The Numbers, inizia con un estratto da L'Internazionale (considerato l'inno dei lavoratori per eccellenza) sul quale Tim McIlrath commenta:
(Tim McIlrath)
Dopo l'annuncio, la band ha delineato i temi e i messaggi dietro al disco in un comunicato stampa, affermando:
(Rise Against)
Nowhere Generation ha visto la band lavorare ancora una volta con i produttori Bill Stevenson e Jason Livermore presso la Blasting Room. Oltre a Stevenson e Livermore, l'album ha visto la band lavorare anche con i produttori Andrew Berlin e Chris Beeble.

## Accoglienza e critica
Wall of Sound assegna all'album una valutazione di 9/10, affermando che "l'obiettivo della band di irritare le persone e far capire la disuguaglianza del mondo in cui viviamo, è stato raggiunto". Paul Travers di Kerrang! assegna all'album una valutazione di 4 su 5, lodando la coerenza della band affermando: "C'è ancora molto che sarà familiare ai fan di vecchia data, ma la cosa più impressionante è quanto siano rimasti appassionati i Rise Against. Vent'anni dopo, e il loro rivoluzionario il fuoco è ancora più rilevante e tristemente necessario che mai."

## Tracce
Tutte le tracce sono state composte da Tim McIlrath, Zach Blair, Joe Principe e Brandon Barnes.
1. The Numbers – 4:59
2. Sudden Urge – 3:46
3. Nowhere Generation – 3:52
4. Talking to Ourselves – 3:24
5. Broken Dreams, Inc. – 3:53
6. Forfeit – 3:44
7. Monarch – 3:32
8. Sounds Like – 3:25
9. Sooner Or later – 3:34
10. Middle Of A Dream – 3:44
11. Rules Of Play – 3:43

## Formazione
Rise Against
- Tim McIlrath – voce, chitarra
- Zach Blair – chitarra, cori
- Joe Principe – basso, cori
- Brandon Barnes – batteria, percussioni

## Classifiche
| Classifica (2021)          | Posizione massima |
| -------------------------- | ----------------- |
| Australia                  | 4                 |
| Belgio (Ultratop Flanders) | 36                |
| Belgio (Ultratop Wallonia) | 184               |
| Germania                   | 2                 |
| Regno Unito                | 19                |
| Svizzera                   | 4                 |